# Laki (montagne)
Pour les articles homonymes, voir Laki (homonymie).
Ne doit pas être confondu avec Lakagígar.
Le Laki est un volcan d'Islande situé dans le sud du pays, entre le Vatnajökull au nord-est et le Mýrdalsjökull au sud-ouest, dans une région reculée des Hautes Terres. Composé de hyaloclastite, il culmine à 818 mètres d'altitude. Son ascension se fait via un sentier de randonnée et permet de profiter depuis son sommet d'un panorama à 360° sur des régions désolées et volcaniques.
Bien qu'il ne soit pas lui-même entré en éruption lors de cet épisode, il a donné son nom aux Lakagígar, littéralement « les cratères du Laki », une fissure volcanique de 27 kilomètres de longueur qui s'est ouverte en 1783 en le traversant de part en part. Elle est l'une des plus importantes éruptions laviques des temps historiques, provoquant une catastrophe nationale et à l'origine de graves perturbations climatiques dans l'hémisphère nord les années qui suivirent.

## Géographie

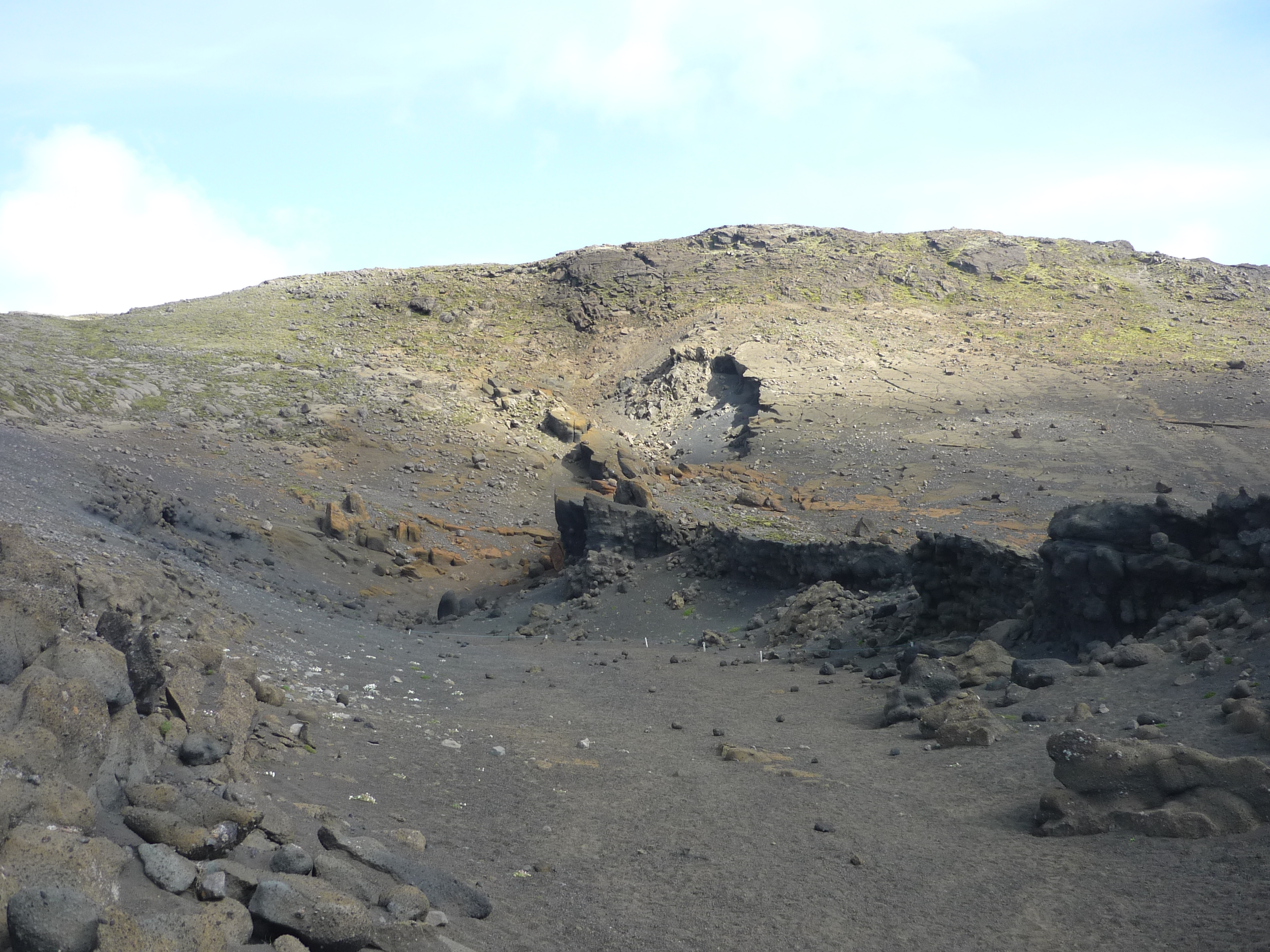
Dépôts de hyaloclastite le long du sentier jusqu'au sommet.

Le Laki est situé dans le Sud de l'Islande, au sud-ouest du Vatnajökull, la plus grande calotte glaciaire du pays, et plus particulièrement du Síðujökull, l'un de ses lobes glaciaires. Le Langisjór, l'un des plus grands lacs du pays, se trouve au nord, le Mýrdalsjökull en direction du sud-ouest et l'océan Atlantique vers le sud-est après les derniers reliefs des Hautes Terres d'Islande et la plaine côtière méridionale. Le sommet est immédiatement entouré par les Lakagígar qui s'étirent en direction du nord-est et du sud-ouest sur une longueur totale de 27 kilomètres avec pour centre le Laki. Les autres reliefs sont composés de la Varmárdalur au sud, des montagnes de Blængur à l'est, Varmárfell au sud et les Lambavatnsgígar à l'ouest entre lesquelles s'étend l'Eldhraun, la coulée de lave émise par les Lakagígar vers le sud et le nord. Administrativement, le Laki se trouve dans la municipalité de Skaftárhreppur dans la région de Suðurland.
La montagne formée de hyaloclastite est allongée selon une direction nord-sud. Massive, elle possède des flancs escarpés, ponctués de quelques petites falaises, et un sommet aplati s'élevant à 818 mètres d'altitude. La montagne est traversée par des failles orientées nord-sud. Le tout est déchiré en deux par un graben d'une largeur de 500 mètres, qui le traverse du sud-ouest vers le nord-est ; les failles normales partiellement décalées par des failles transformantes accusent un rejeu de deux à trois mètres au sommet du Laki. Ce graben est lié à la fissure volcanique ayant donné naissance aux Lakagígar ; si ces cratères sont visibles jusque sur le bas des flancs du Laki, ils sont en revanche totalement absents de son sommet.
D'un point de vue volcanologique, le Laki fait partie du système volcanique du Grímsvötn, dont le volcan central se trouve sous le Vatnajökull.

## Histoire

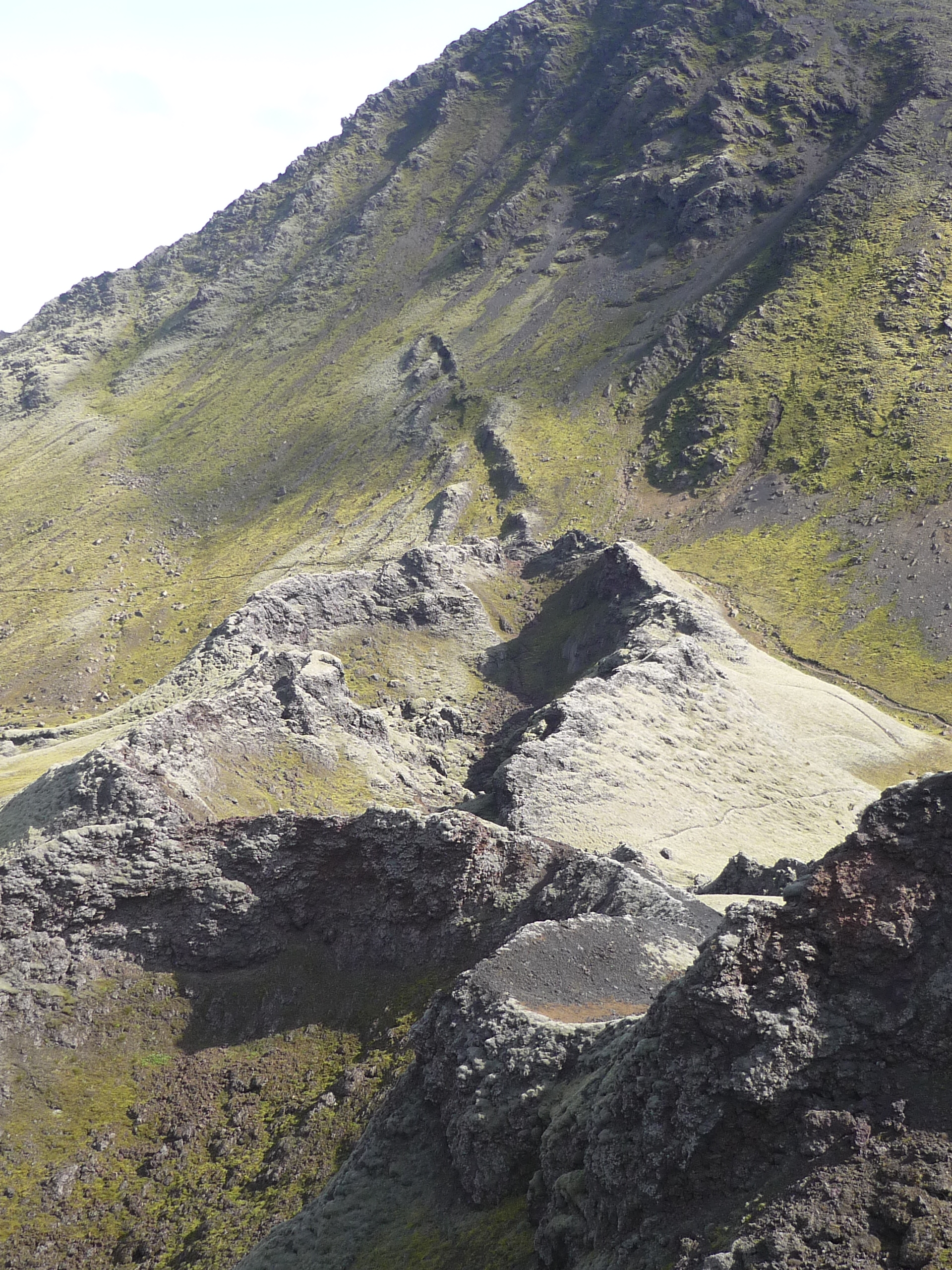
Vue de la fissure des Lakagígar se prolongeant jusque sur le bas des pentes méridionales du Laki.

La date de la dernière éruption du Laki est inconnue mais sa composition essentiellement hyaloclastite suggère qu'elle remonte au moins à la dernière glaciation lorsque le volcan était encore recouvert par les glaciers, la hyaloclastite ne se formant qu'en présence d'importantes quantités d'eau.
La dernière activité volcanique survenue à proximité est celle des Lakagígar, un alignement de cratères de 27 kilomètres de longueur disposés de part et d'autre du Laki en direction du sud-ouest et du nord-est. Cette fissure volcanique s'est ouverte jusque sur le bas des pentes du volcan. Elle a émis pendant plusieurs mois un important volume de lave, noyant les environs sous une coulée de plusieurs dizaines de kilomètres de longueur, l'Eldhraun.

## Accès et ascension

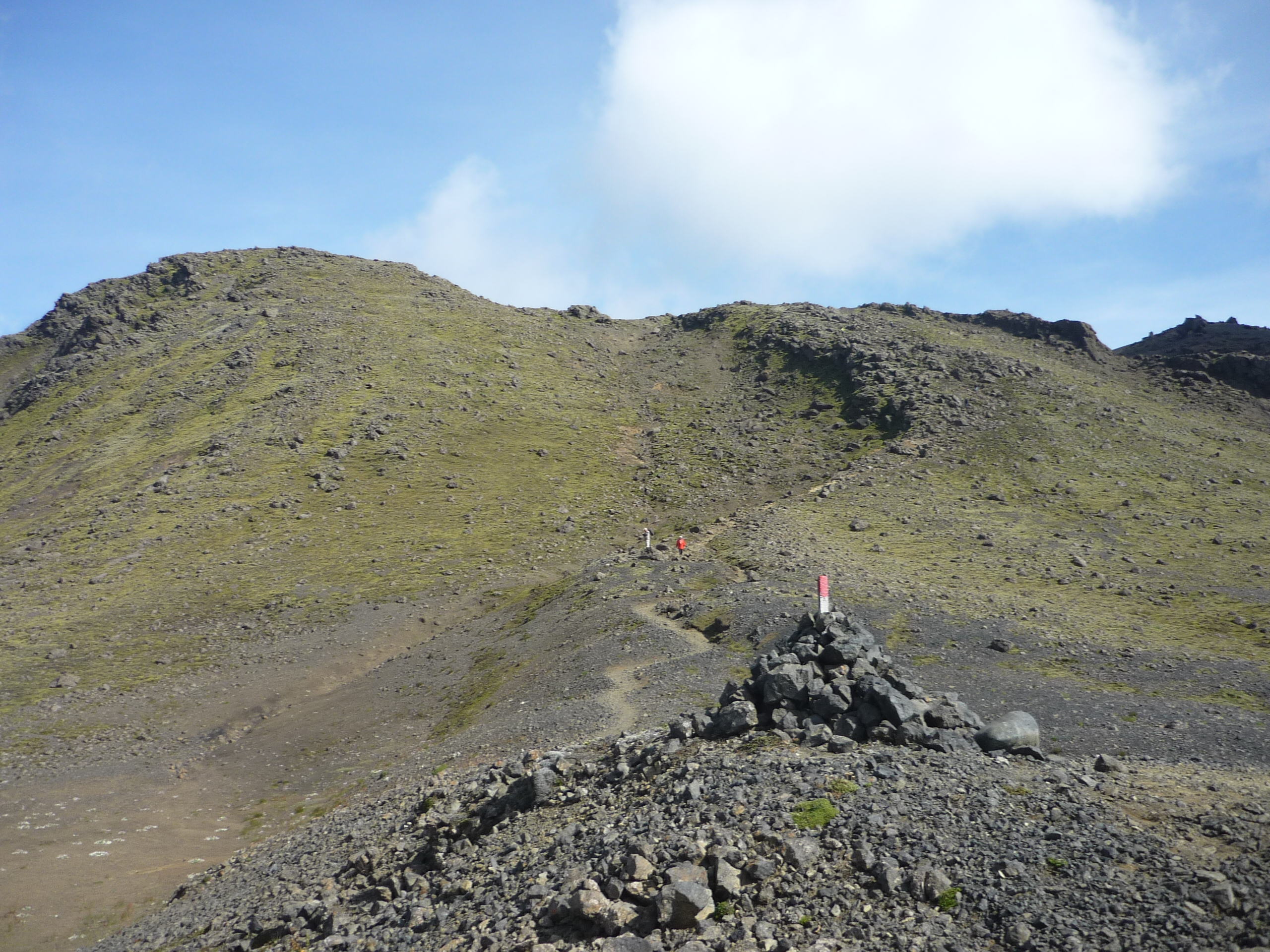
Vue du flanc méridional du Laki depuis le départ du sentier permettant son ascension.

Le Laki et les Lakagígar constituent un des plus importants sites touristiques et de randonnée d'Islande. Leur accès est rendu délicat par leur isolement, leur localisation dans les Hautes Terres à des altitudes rendant très difficile leur approche en période hivernale et par l'état de la route F206 qui nécessite de franchir plusieurs gués et praticable uniquement avec des véhicules tout-terrain.
Cette piste qui forme une boucle autour d'une partie des Lakagígar débute à l'extrémité de la route 206, un court tronçon routier relié à la route 1 au sud-ouest de Kirkjubæjarklaustur. Après plusieurs dizaines de kilomètres, la route F206 mène à un parking situé au pied du Laki. De là, un sentier gravit son flanc méridional jusqu'au sommet, offrant un point de vue dans toutes les directions et portant jusqu'au Vatnajökull au nord, le Torfajökull et le Mýrdalsjökull au sud-ouest et le Hvannadalshnjúkur, point culminant de l'Islande, à l'est lorsque le temps est particulièrement clair.